# Пеулень-Чук
Пеулень-Чук, Пеулені-Чук (рум. Păuleni-Ciuc) — село у повіті Харгіта в Румунії. Адміністративний центр комуни Пеулень-Чук.
Село розташоване на відстані 218 км на північ від Бухареста, 3 км на північний схід від М'єркуря-Чука, 84 км на північ від Брашова.

## Населення
За даними перепису населення 2002 року у селі проживали 583 особи.
Національний склад населення села:
| Національність | Кількість осіб | Відсоток |
| -------------- | -------------- | -------- |
| угорці         | 570            | 97,8%    |
| румуни         | 13             | 2,2%     |

Рідною мовою назвали:
| Мова      | Кількість осіб | Відсоток |
| --------- | -------------- | -------- |
| угорська  | 572            | 98,1%    |
| румунська | 11             | 1,9%     |